# Análisis de vibraciones
El análisis de vibraciones consiste en el estudio del tipo la propagación de ondas elásticas en un material homogéneo y la determinación de los efectos producidos y el modo de propagación. Las vibraciones pueden ser medidas y caracterizadas midiendo la oscilación o desplazamiento alternante de ciertos puntos al paso de una onda elástica.

## Aplicaciones
El análisis de vibraciones se puede utilizar para calcular los módulos elásticos (módulo de Young, módulo de cizallamiento) y el coeficiente de Poisson a partir de las frecuencias naturales de vibración de la muestra, que no debe sufrir ningún daño por el llamado método dinámico (ensayos no destructivos) a través de la velocidad del sonido, llamado pulso-eco.
Existe una relación unívoca entre las frecuencias naturales de vibración con las dimensiones y la masa de la muestra, parámetros fáciles de medir con un pie de rey y una balanza. Conociendo el tamaño, la masa y las frecuencias naturales de vibración, los módulos de elasticidad se pueden calcular fácilmente utilizando herramientas matemáticas. 
El módulo de Young se calcula a partir de las vibraciones longitudinales o flexionales mientras que el módulo de cizallamiento y el coeficiente de Poisson se puede obtener mediante las vibraciones de torsión. De acuerdo con la norma ASTM E-1875 e E-1876 las pruebas pueden ser:
- Excitación por impulso: cuando la muestra se somete a un ligero golpe que genera vibraciones que son detectadas por un transductor y se convierten en señales eléctricas para que estas frecuencias de resonancia se puedan leer.

- Barrido de frecuencia: cuando el modelo recibe un estímulo de frecuencia variable.

Las muestras deben ser apoyados en sus puntos nodales. 

### Diagnóstico de fallas en rodamientos
El análisis de vibraciones se utiliza ampliamente en el diagnóstico de fallas en rodamientos. A partir de la geometría de los elementos rodantes se calculan frecuencias características (BPFI, BPFO, BSF y FTF) que permiten identificar defectos incipientes en pistas internas, externas, jaulas o elementos rodantes. Estos patrones facilitan la planificación de intervenciones antes de que ocurra una falla catastrófica.

### Sección rectangular
Para las muestras en forma de barras de sección rectangular, la estimación del módulo de Young (E) puede hacerse de la siguiente manera:

{\displaystyle E=0,9465\left({\frac {mf_{f}^{2}}{b}}\right)\left({\frac {L^{3}}{t^{3}}}\right)T_{1}}<

donde: 
m es la masa de la barra
L es la longitud
b la anchura y t la altura
ff es la frecuencia de resonancia fundamental flexional
T1 es un factor de corrección de modo fundamental a la flexión, a cargo de:
μ es el coeficiente de Poisson.
Por otra parte el módulo de cizallamiento (G) puede estimarse mediante la expresión:

{\displaystyle G={\frac {4mf_{t}^{2}}{bt}}R}

donde:
ft es la frecuencia de resonancia fundamental torsional y R un factor que depende de la relación entre la anchura y la altura de la muestra igual a: 
- Con el valor del módulo de Young y módulo de cizallamiento tienen el coeficiente de Poisson (μ) para materiales isótropos.

Estos cálculos son válidos para los especímenes en forma de barras de sección rectangular. Para geometrías diferentes, otras ecuaciones deben usarse en los cálculos.